# Pointing
Pointing ist eine Ortslage im Stadtteil Maxglan West der Statutarstadt Salzburg.

## Geographie
Pointing liegt etwa 4 Kilometer westlich des Salzburger Zentrums, beim Flughafen Salzburg der Innsbrucker Bundesstraße (Teil der B1) auf 435 m ü. A. Es befindet sich direkt an der Gemeindegrenze, und gehört zu Himmelreich, das Großteils in der Gemeinde Wals-Siezenheim liegt. Die Ortslage umfasst etwa 10 Gebäude (Adressen Himmelreich), und noch einmal so viele an der Kröbenfeldstraße.
Während in Himmelreich umfassendes Gewerbegebiet anschließt, liegt stadteinwärts bis zum Flughafengelände und nördlich landwirtschaftliches Grünland (Himmelreichfeld, Straßfeld). Nördlich anschließend, zur West Autobahn (A1) hin, folgt ein Wald, Remise oder Bischofswald genannt, und das Oberfeld. Diese gehören noch zum Landschaftsraum Pointing. Dessen südlicher Teil gehört zur Katastralgemeinde Wals II, der nördliche zu Siezenheim II.
Nachbarortslagen:
| Schwarzenbergkaserne (Gem. Wals-Siezenheim)    |                                             |                            |
|                                                | Kompassrose, die auf Nachbargemeinden zeigt | Glanhofen * (Stt. Maxglan) |
| Himmelreich (Gem. Wals-Siezenheim u. Salzburg) | Loig (Gem. Wals-Siezenheim u. Salzburg)     | Flughafen (Stt. Maxglan)   |

* hinter der Start-/Landebahn des Flughafens

## Geschichte
Der Ortsname datiert wohl in das 6.–9. Jahrhundert und ist typisch für die ursprünglich baiuwarische Ansiedlung, Point aus althochdeutsch biunta ‚Gut, Garten‘ mit -ing ‚Ort‘. Auf Pointing als ein abgegrenztes Wohngebiet verweist die urkundliche Erwähnung des Ortes von 1778: zu den Stügl an den Pointingerzaun.
Bis heute ist Pointing im Kern ein kleines Gehöft.
Einschneidendes Ereignis der Ortsgeschichte ist die Schlacht am Walserfeld 12.–14. Dezember 1800 im Ersten Napoleonischen Krieg gegen die anrückenden Franzosen, als die Hauptkampflinie direkt hier verlief. Pointing brannte damals nieder.
Die Remise ist ursprünglich ein Tiergarten (Wildpark) zu Schloss Kleßheim. Noch im frühen 19. Jahrhundert zeigte es sich in seiner barocken Anlage, L-förmig in rechteckiger Rasterung mit einem halbrunden westseitigen Abschluss. Von der Westautobahn durchschnitten, zeigen sich Reste der Anlage im Kasernengelände (von Hauptportal rechts bis zum Munitionsdepot, wo die Straßen und Gebäude im Baumbestand nicht dem Raster der Kaserne folgen, sondern der der Remise nahezu Ost–West).